# Kościół Wniebowzięcia Najświętszej Maryi Panny w Brodach
Kościół Wniebowzięcia Najświętszej Maryi Panny w Brodach – barokowy kościół rzymskokatolicki bernardynów, popularnie zwany Grobkiem. Jest to jeden z obiektów sanktuarium w Kalwarii Zebrzydowskiej. Przez wieki istniał tu dom filialny (do dziś zwany potocznie rezydencją), w którym mieszkali bracia bernardyni zajmując się opieką nad miejscami świętymi i pielgrzymami. W 1986 r. przy świątyni został utworzony ośrodek duszpasterski, przekształcony w 1992 r. w parafię. Rezydencja posiada status zakonnego domu filialnego zależnego od Klasztoru Matki Bożej Anielskiej w Kalwarii Zebrzydowskiej.

## Historia
W 1611 roku Mikołaj Zebrzydowski wybudował małą kaplicę Grobu Matki Boskiej, której nadano kształt sarkofagu. Miała ona jedne, niskie drzwi i jedno małe okno. Wewnątrz kaplicy postawiono mały ołtarzyk z leżącą w trumnie figurką Matki Boskiej. W 1615 roku zaczęto wznosić nad tą małą kaplicą duży kościół. Mury wyciągnięto do połowy planowanej wysokości kościoła. Śmierć Mikołaja Zebrzydowskiego w 1620 roku, a pewnie wadliwe założenie fundamentów na moczarowatym terenie, spowodowały przerwę w budowie. Kontynuację budowy kościoła podjął Jan Zebrzydowski, syn Mikołaja Zebrzydowskiego. Zaczęto od wzmocnienia fundamentów sześcioma masywnymi skarpami, wykonanymi z ciosu. Dopiero po tym zabiegu kontynuowano dalsze prace budowlane. 
Kościół powstał na rzucie wydłużonego prostokąta z półkolista absydą od strony wschodniej i półeliptyczną kruchtą od strony zachodniej. Świątynia nosi cechy baroku i należy do najpiękniejszych obiektów sakralnych w Kalwarii. W 7 września 1642 roku, konsekrował kościół bp Tomasz Oborski.
W latach 1754–1757, 1759-1763, gdy przełożonym w Kalwarii był o. Jan Kapistran Połaniecki, odrestaurowano kaplicę Grobu Matki Bożej, nad którą, w górnym kościele, postawiono nowy ołtarz. W latach 1793–1816, 1819-1822, gdy gwardianem był o. Gaudenty Tynel, położono w nawie posadzkę marmurową i wykonano marmurowe schody do kościoła górnego oraz sprawiono nowe organy. Przed fasadą kościoła ustawiono na kamiennych cokołach posągi dwunastu Apostołów. Między cokołami, w miejsce dawnego muru, wprawiono żelazne sztachety. Resztę muru okalającego kościół zostawiono.
O. Stefan Podworski, rezydent przy kościele Grobu Matki Bożej, przed zbliżającym się jubileuszem trzystulecia tego kościoła, w roku 1909 przeprowadził jego gruntowy remont. Usunięto mur okalający kościół, który zastąpiono ogrodzeniem z metalowych sztachet. Przed wejściem na dziedziniec świątyni, na zboczu, wzniesiono mur oporowy, a w nim zbudowano grotę Matki Boskiej z Lourdes, którą poświęcił 15 sierpnia 1911 roku uczestniczący w uroczystościach jubileuszowych sufragan krakowski bp Anatol Nowak.
Od północnej strony świątyni, została zbudowana drewniana rezydencja z kilkoma pomieszczeniami dla zakonników. Prawdopodobnie zbudował ją Jan Zebrzydowski albo jego syn Michał. Na początku XIX wieku, O. Gaudenty Tynel, w miejsce drewnianej rezydencji, zbudował murowaną. O. Stefan Podworski w roku 1902 nadbudował na nią piętro. Po roku 1980 w miejscu domu gospodarczego, zbudowano nowy budynek, w którym na parterze są pomieszczenia gospodarcze oraz salka katechetyczna, a na piętrzę refektarz.
Dnia 6 stycznia 1986 roku, dekretem kard. Franciszka Macharskiego przy kościele został erygowany Ośrodek Duszpasterski. Jego prowadzenie powierzono o. Ewarystowi Tomali, którego mianowano wikariuszem parafialnym parafii Zebrzydowice. Został on przekształcony w samodzielną parafię 22 listopada 1992 roku.